# Fall Franco A.
Der Fall Franco A. begann ab 3. Februar 2017 mit der ersten Festnahme des Oberleutnants Franco A. am Flughafen Wien-Schwechat, als er eine nicht auf ihn registrierte Pistole nach Deutschland schmuggeln wollte. Dies löste im weiteren Verlauf Terrorermittlungen gegen Bundeswehrsoldaten aus. Schrittweise ermittelte das deutsche Bundeskriminalamt (BKA), dass Franco A.
- trotz festgestellter antisemitischer, rassistischer und rechtsextremer Ansichten in seiner Masterarbeit von 2013 in der Bundeswehr zum Berufssoldaten ernannt und befördert worden war,
- sich 2015 als Kriegsflüchtling aus Syrien ausgegeben hatte und als Subsidiär Schutzberechtigter anerkannt worden war,
- mit anderen Bundeswehrsoldaten in einer geschlossenen Chatgruppe rechtsextreme Ansichten geteilt und Angriffe auf Politiker besprochen,
- Munition aus Bundeswehrbeständen gestohlen und versteckt,
- sich weitere Waffen zu beschaffen versucht und damit trainiert,
- Feindeslisten und Notizen zu mutmaßlichen Anschlagszielen erstellt sowie
- die Amadeu Antonio Stiftung, eines der gelisteten Objekte, in  Berlin ausgespäht hatte.

Nach Medienrecherchen hatte er zudem Kontakte zum „Hannibal“-Netz und zum Verein Uniter, von denen einige Mitglieder ihrerseits wegen unerlaubten Waffenbesitzes und Planung von Terroranschlägen unter Verdacht gerieten.
Am 27. April 2017 wurden Franco A. und Mathias F., der ihm bei Munitionsdiebstahl geholfen hatte, festgenommen. Am 2. Mai 2017 übernahm der Generalbundesanwalt die Ermittlungen. Am 9. Mai 2017 ließ er zudem den Oberleutnant Maximilian T. festnehmen und begründete die Haftbefehle mit einem mutmaßlichen rechtsterroristischen Anschlagsplan unter falscher Flagge: „Die von den drei Beschuldigten geplante Tat sollte von der Bevölkerung als radikalislamistischer Terrorakt eines anerkannten Flüchtlings aufgefasst werden.“
Im Oktober 2017 wurden die Ermittlungen gegen Maximilian T. eingestellt, er wurde freigelassen. Im September 2019 wurde Mathias F. wegen Verstößen gegen deutsche Waffengesetze zu einem Jahr Haft auf Bewährung verurteilt. Am 15. Juli 2022 verurteilte das Oberlandesgericht Frankfurt am Main (OLG) Franco A. wegen der Vorbereitung einer schweren staatsgefährdenden Gewalttat (§ 89a) und Verstößen gegen das Waffen- und Sprengstoffgesetz zu fünfeinhalb Jahren Haft. Im August 2023 bestätigte der Bundesgerichtshof (BGH) das Urteil.
Der Fall löste eine Debatte über Rechtsextremismus in der Bundeswehr und deren Verhältnis zu Traditionen der Wehrmacht aus. In der Folge wurden mehrere rechtsextreme Soldaten enttarnt und suspendiert, der Traditionserlass der Bundeswehr überarbeitet, Wehrmachtsandenken aus Kasernen entfernt und vom Bundesamt für Migration und Flüchtlinge (BAMF) getroffene Asylbescheide überprüft.

## Jugend und Ausbildung
Franco A. wurde 1989 in Offenbach am Main geboren. Sein Vater war als sogenannter Gastarbeiter aus Italien nach Deutschland gekommen. Seine deutsche Mutter war Personalsachbearbeiterin. Der Sohn wuchs mit seinem Bruder bei ihr auf und hatte keinen Kontakt zum Vater. Im Haus wohnten auch seine Großeltern und sein Onkel. Der Großvater war in der NS-Zeit bei der Kriegsmarine gewesen und ließ sein Geburts- und Todesdatum mit je einer germanischen Rune auf seinem Grabstein eingravieren. Zu ihm hatte Franco A. ein betont enges Verhältnis. Er übernahm laut einem Cousin der Mutter seine „ganze Einstellung“ vom Großvater und habe immer ein besserer Deutscher sein wollen „als die Deutschen selbst“. Zudem besuchte A. regelmäßig seinen Onkel, nachdem dieser nach Weinböhla bei Dresden umgezogen war. Der Onkel ist laut seinen Facebookeinträgen Anhänger der Alternative für Deutschland (AfD) und rechtsextremer Organisationen.
In seiner Jugend war A. ein anerkannter und erfolgreicher Leistungssportler im Offenbacher Ruderverein. Dort lernte er Mathias F. kennen, der ihm später beim Munitionsdiebstahl half. Von 1999 bis zur Mittleren Reife im Jahr 2005 besuchte er die Schillerschule Offenbach, dann ein Oberstufengymnasium in Frankfurt am Main. Nach Erinnerungen seines Rudertrainers war er leistungsstark, unauffällig und zeigte keine rassistischen oder ausländerfeindlichen Tendenzen. Er habe schon früh zur Bundeswehr gehen wollen. Weder in den beiden Schulen noch im Ruderverein fiel er als rechtsextrem auf.
Als 17-Jähriger begann Franco A. Tagebuch zu schreiben und notierte darin kontinuierlich seinen Glauben an das Deutschtum. Ab Januar 2007 schrieb er, sein Nationalstolz nehme ab; Medien und staatliche Institutionen diskreditierten Deutschland. Er erwog, das Land entweder in einer wichtigen Position in den Medien oder als Soldat wieder auf den richtigen Weg zu führen. Mit seiner Gesinnung sah er in den Medien kaum Chancen, eine Karriere im Militär traute er sich dagegen zu. Er überlegte, bis an die Spitze des deutschen Militärs zu gelangen und dann einen Militärputsch zu vollziehen. Probleme mit den US-Amerikanern seien dann wahrscheinlich, da Deutschlands Besatzung nie aufgehört habe. Für die Militärkarriere spreche, dass alle berühmten Volksführer, namentlich Napoleon, Atatürk und Adolf Hitler, ihre Macht auf die Armee gestützt hätten. Diese Einträge belegen laut späteren Medienberichten eine frühe rechtsradikale Einstellung und Selbstüberschätzung.
In seinem Abiturbuch beschrieb sich A. selbst als „loyal, einfühlsam, ehrlich“ und nannte als Berufswunsch Olympiasieger für Deutschland oder Soldat. Am meisten schreckten ihn Berufe wie „Finanzbanker, Devisenhändler, Spekulant“ ab. Bei seinem Abitur 2008 wollte er eine Offizierslaufbahn einschlagen. Ab September 2009 studierte er an der Militärschule Saint-Cyr in der Bretagne Staats- und Sozialwissenschaften. Nach Angaben eines ehemaligen Lehrers befürwortete er als einziger seiner deutschen Kameraden militärische Gewalt.

## Rassistische Masterarbeit
Franco A.s Masterarbeit von 2013 zum Thema „Politischer Wandel und Subversionsstrategie“ enthielt offen rechtsextremes, antisemitisches und rassistisches Gedankengut. Einzelkapitel trugen Titel wie „Diasporagruppen und Lobby“, „Über die Migration“, „Genozid / Autogenozid“ und „Der Niedergang von Kulturen“. Darin beschrieb er „Diasporagruppen“ (ethnisch-religiöse Minderheiten) als Gefahr für die umgebende Gesellschaft, „da sie niemals Teil eines Volkes sein könnten“ und diesem Schaden zufügen würden. So hätten Juden und Armenier die USA lange Zeit „ausgebeutet“. Nur Minderheiten hätten ein Interesse an den Menschenrechten. Diese hätten einen „infektiösen Charakter“. Durch gezielte Einwanderung sei ein „Genozid der Völker in Westeuropa“ im Gange. Er sprach von einem selbstverursachten „Autogenozid“ und warnte wiederholt vor einer „Durchmischung der Rassen“ und „Mischehen“. Für die „absichtsvoll betriebene innereuropäische Vermischung“ von „jungen, fruchtbaren Menschen“, die zu einem „ausschweifenden Leben“ gebracht würden, machte er die Außenpolitik der USA, Medien, Presseagenturen, Think Tanks, Nichtregierungsorganisationen, Popmusik, Kulturförderung wie das Erasmus-Programm und anderes verantwortlich. Die Emanzipation der Frau gefährde die Familie und sei somit ebenfalls eine gezielt herbeigeführte Schwächung des Volkes.
A.s Hauptthema war die angeblich zerstörerische Migration: Ziel von Flüchtlingen und Einwanderern sei „die Auflösung eines Volkes“. Der Einfluss von Ausländern habe schon antike Hochkulturen zu Fall gebracht. Seit geraumer Zeit sei „der Westen dran“. Die westlichen Gesellschaften seien auf dem Weg in den Untergang, dessen Keim schon gelegt sei. Die „massive Einwanderung“ habe „in ganzen Städten zu einem Austausch der Bevölkerung“ geführt. Zuwanderer könnten niemals Teil des Volkes sein, in dessen Land sie kämen. Ihre Einbürgerung sei die „Perversion des Begriffs der Nationalität“.
Zudem verteidigte A. den Holocaustleugner David Irving: Er sei ein Opfer der „Subversion“. Politiker wie Jörg Haider und Jürgen Möllemann seien durch Attentate von Geheimdiensten ermordet worden. Die Bibel sei das Fundament dieser Subversion: Sie ermögliche den Juden, gegen einen stärkeren Gegner vorzugehen und zugleich zu verhindern, dass dieser sich gegen Angriffe wehre. Falls dies zutreffe, enthülle seine Arbeit den Lesern das größte Komplott der Menschheitsgeschichte.
A.s Hauptbegriffe stammen wohl von Ideologen der Neuen Rechten. So sprach Alain de Benoist von „Subversion“ und berief sich wie A. auf den Massenpsychologen Gustave Le Bon (1841–1931). Den Ausdruck „Autogenozid“ („Völkerselbstmord“) prägte der neurechte Publizist Günter Maschke mit seinem Aufsatz „Die Verschwörung der Flakhelfer“ (1985). Die Identitäre Bewegung und die antisemitische Verschwörungsideologin Nesta Webster benutzen den Ausdruck. A. nannte letztere als Quelle und deutete wie sie an, hinter der Subversion stünden Juden wie der Investor George Soros. Die „Zerstörung Europas“ habe schon der biblische Prophet Jesaja angekündigt. A.s Hauptgedanken wurden mit dem „Manifest“ des norwegischen Massenmörders Anders Behring Breivik verglichen, der Zuwanderung ebenfalls als gezieltes Mittel zur Zerstörung Europas durch einen großen Bevölkerungsaustausch deutete und dahinter eine Verschwörung von Eliten und Medien sah, die er mit missionarischem Eifer und mörderischer Gewalt aufdecken wollte. Der Rechtsextremismusforscher Matthias Quent sieht A. wegen der Herkunft vieler Begriffe seiner Arbeit „eingebunden in ein breiteres rechtsextremes Diskursumfeld“. Wegen häufiger Pluralformulierungen („wir“) könnte der Text von mehreren Personen gemeinsam verfasst worden sein.
Im Januar 2014 ließen die französischen Prüfer A. wegen dieser Arbeit durch die Prüfung fallen und bescheinigten ihm schriftlich, sie sei rassistisch und werde nicht angenommen. Schulkommandeur Antoine Windeck warnte seine Bundeswehrpartner: Die Masterarbeit sei gespickt mit Rassismus und Verschwörungstheorien. In Frankreich würde man A. deshalb aus dem Militär entlassen. Das Zentrum für Militärgeschichte und Sozialwissenschaften der Bundeswehr beauftragte zunächst den Historiker Jörg Echternkamp, die Arbeit zu begutachten. Dieser kam nach drei Tagen zu dem eindeutigen Schluss: „Bei dem Text handelt es sich nach Art und Inhalt nachweislich nicht um eine akademische Qualifikationsarbeit, sondern um einen radikalnationalistischen, rassistischen Appell, den der Verfasser mit einigem Aufwand auf eine pseudowissenschaftliche Art zu unterfüttern sucht.“ Er versuche, das „vermeintliche Naturgesetz rassischer Reinheit“ wiederherzustellen, und sei erkennbar ein Anhänger „rassistischer Denkweisen“: „In manchen Teilen liest sich der Text wie eine Gebrauchsanweisung für rassistische Propaganda“. Er habe die Arbeit „in Unkenntnis der mittlerweile jahrzehntelangen historischen Nationalismusforschung“ geschrieben. Er greife immer wieder auf „explizit auf rassistisches Vokabular“ und „biologistische Metaphorik“ zurück, vertrete „sein ganz eigenes Verständnis von ‚Volk‘ und ‚Nation‘“ und ziehe dabei „die bekannte rassistische Deutungsfigur der Gene“ und den „kruden Geodeterminismus“ heran. Er verweise kaum auf wissenschaftliche Quellen und benutze allenfalls fragwürdige Literatur wie die von Gustave Le Bon. Wie ein roter Faden ziehe sich die „Abwehr fremder Einflüsse“ durch den Text. Damit meine der Autor einen „Rassenkampf“. Als solchen deute er den Begriff „Subversion“, die sich gegen Volksgemeinschaften „gewachsener“ Staaten richte. Er erkläre politische Entwicklungen in der Welt mit dem „illegitimen, zielgerichteten und konspirativen Wirken einer Personengruppe“, analog zur antisemitischen Verschwörungstheorie vom „Weltjudentum“.
A. sehe „für die Anwendung von Gewalt nur den einen Rechtfertigungsgrund […]: den Schutz der eigenen Identität und des eigenen Volkes gegen ‚ausländische Elemente‘“. Die Arbeit sei „deshalb keine geschichts- und politikwissenschaftliche Abhandlung zum politischen Wandel […], sondern ein Aufruf dazu, einen politischen Wandel herbeizuführen, der die gegebenen Verhältnisse an das vermeintliche Naturgesetz der rassistischen Reinheit anpasst.“ Diese Denkweise sei für radikalnationalistische Milieus typisch: Die Angst vor Überfremdung, verbunden mit einer „Verunsicherung durch Globalisierung, wie sie beim Verfasser immer wieder durchscheint“, sei  anschlussfähig, und das mache sie gefährlich. Der Gutachter schloss mit der Frage: „Es würde mich sehr interessieren, welche Konsequenzen es hat.“
Am 22. und 27. Januar 2014 befragten A.s Vorgesetzte ihn zu der Arbeit. Er beteuerte, er sei weder rechtsextrem noch rassistisch. Er habe die Arbeit unter Zeitdruck geschrieben und sich in die Rolle eines Rechtsextremen begeben, um dessen Rassenthesen detailliert zu beschreiben, ohne sie zu teilen. In der Hektik sei er dann selbst irrtümlich als Vertreter statt Beobachter dieser Thesen erschienen. Zudem sei er nicht wissenschaftlich begleitet worden. Der Rechtsberater der Bundeswehr akzeptierte diese Erklärung sofort und rügte nur eine „vermeidbare Sorgfaltlosigkeit“. Der Vorgesetzte sah „keinen Anhaltspunkt“ für A.s rechtsextreme Einstellung. Dieser habe nur „fahrlässig den bösen Anschein einer solchen Gesinnung gesetzt“. Der Wehrdisziplinaranwalt urteilte am 27. Januar 2014: Es deute „alles darauf hin, dass der Soldat angesichts der ihm unzweifelhaft zugeschriebenen hohen Intellektualität ein Opfer seiner eigenen intellektuellen Fähigkeit in der Darstellung geworden ist. Aufgrund des gewonnenen Persönlichkeitsbildes sind Zweifel an der erforderlichen Einstellung zur Werteordnung nicht nur nicht belegbar, sondern auszuschließen.“ Er stellte Ermittlungen zu Disziplinarvergehen daher ein und beließ es bei einer Ermahnung. A. erhielt entgegen den internen Vorschriften keinen Eintrag in seine Personalakte, durfte weiter an der Waffe Dienst verrichten und eine zweite Masterarbeit schreiben. Grund dafür war offenbar, dass A. den militärischen Teil seiner Offiziersausbildung als Zweitbester von 150 Teilnehmern seines Jahrgangs absolviert hatte und daher als Elitesoldat galt.
Im Juli 2014 bestand er mit seiner zweiten Arbeit. Im Juli 2015 wurde er zum Berufssoldaten ernannt. Im November 2015 begann er seinen Einzelkämpferlehrgang auf der Infanterieschule in Hammelburg. Zuletzt gehörte er als Oberleutnant zum Jägerbataillon 291, stationiert in Illkirch-Graffenstaden im Elsass, dem Standort der Deutsch-Französischen Brigade.

## Doppelleben als Flüchtling
Das BKA fand mit A.s Fingerabdrücken heraus, dass er seit 2015 als syrischer Kriegsflüchtling unter dem Namen „David Benjamin“ gemeldet war. Am 30. Dezember 2015 hatte die Erstaufnahmeeinrichtung in Gießen ihn als Asylbewerber registriert und bei Erding untergebracht. Am 7. November 2016 führte die BAMF-Außenstelle Zirndorf die obligatorische Anhörung für A. durch. Ein Bundeswehrsoldat im Beisein einer Dolmetscherin für Arabisch befragten ihn 80 Minuten lang, hauptsächlich auf Französisch. Nach späteren Angaben der Dolmetscherin beantwortete A. einige Fragen auf Deutsch mit französischem Akzent, ohne sie sich vorher übersetzen zu lassen. Er gab an, er heiße David Benjamin und sei syrischer Christ, geboren 1988 in einer Kleinstadt östlich von Aleppo als Sohn eines Obsthändlers. Seine Familie stamme aus Frankreich und habe ihn auf ein französisches Gymnasium in Damaskus geschickt. Darum beherrsche er Französisch besser als Arabisch. Er sei geflohen, weil das Assad-Regime ihn zum Militärdienst habe einziehen wollen, Dschihadisten seinen Vater getötet hätten und die Terrormiliz Islamischer Staat ihn wegen seines jüdisch klingenden Namens bedroht habe. Obwohl keine dieser Angaben zutraf, erhielt er einen vorläufigen Schutzstatus als Kriegsflüchtling.
Bei der Anhörung wurde er nicht nach seinem Aufenthaltsort gefragt. Dabei hatte das Sozialamt in Baustarring bei Kirchberg (Oberbayern) das BAMF im Oktober 2016 informiert:
„Herr Benjamin kam noch nie nach Baustarring“, wo er anfangs untergebracht worden war. Ferner fragte die Dolmetscherin A. sofort auf Französisch, noch bevor sie seinen arabischen Akzent feststellen konnte. Der Standort seiner Schule, der 20 km von seiner Angabe entfernt lag, wurde nicht geprüft und dokumentiert, ebenso wenig seine angeblichen Verletzungen durch Granatsplitter. Ein schriftlicher Einberufungsbefehl der syrischen Armee wurde nicht verlangt. Auch Nachfragen zum Tod des Vaters, zur Flucht vor dem IS und zu einem angeblichen Cousin und seinem Schicksal unterblieben, obwohl die Befragung nicht unter Zeitdruck erfolgte. Im Asylbescheid vom 16. Dezember 2016 urteilte der Entscheider, der Antragsteller habe seine religiöse Verfolgung nicht ausreichend begründet, wohl aber die ihm drohende Lebensgefahr als Zivilist. Er erkannte ihn deshalb als Bürgerkriegsflüchtling an und gewährte ihm subsidiären Schutz.
Die Bundesagentur für Arbeit hatte den Entscheider nach einem vierwöchigen Kurzlehrgang an das BAMF ausgeliehen. Er musste zwischen Mai und Dezember 2016 über 435 Asylanträge entscheiden und sagte Kontrolleuren, er könne sich an die Befragung von „David Benjamin“ nicht mehr erinnern. Auch der anhörende Bundeswehrsoldat war nur drei Wochen lang für die Aufgabe geschult worden. Die Dolmetscherin hatte zwar Unstimmigkeiten in A.s Aussagen bemerkt, aber „nichts gegen einen Israeli“ zu sagen gewagt. Das BAMF erklärte, seine Anerkennung sei Ergebnis „mehrerer eklatanter Fehler, mangelnder Routine und extremer Belastung aller Mitarbeiter“ gewesen.

## Ermittelte Indizien

### Pistolenfund
Am 22. Januar 2017 fand eine Reinigungskraft im Putzschacht einer Behindertentoilette am Wiener Flughafen Schwechat eine mit sechs Patronen geladene einsatzbereite Pistole und informierte die Polizei Österreichs. Diese brachte einen Alarmmelder am Waffenversteck an. Am 3. Februar 2017 wollte Franco A. die Pistole abholen, löste den Alarm aus und wurde festgenommen. Im ersten Verhör sagte er aus, er habe am 21. Januar mit Kameraden den „Ball der Offiziere“ besucht, sich betrunken, die Pistole beim Pinkeln in einem Gebüsch gefunden, eingesteckt und vergessen. Erst kurz vor seiner Abreise am Flughafen sei der Fund ihm wieder eingefallen. Er habe die Waffe in der Toilette versteckt, um durch die Sicherheitsschleuse zu kommen. Nun habe er sie abholen wollen, um sie der Polizei zu übergeben. Die Wiener Polizei bemerkte A.s rechtsextreme Haltung, entließ ihn aber, da sonst nichts gegen ihn vorlag, und übermittelte seine Fingerabdrücke und das Verhörprotokoll an das BKA.
A. war mit seiner Freundin Sophia T. und deren Bruder Oberleutnant Maximilian T. zum „Ball der Offiziere“ gereist. Dorthin hatte sie ein früherer Kamerad aus Illkirch eingeladen. A. hatte das Pistolenversteck vor der Abreise fotografiert und das Foto in einer Chatguppe verschickt, zu der auch Maximilian T. gehörte. Dieser bestätigte später A.s Darstellung vom Pistolenfund.
Die Pistole des Herstellers M.A.P.F., Modell 17, Kaliber 7,65 mm war im Juli 2016 in Paris gekauft worden, eventuell von A. selbst. Es war eine zwischen 1928 und 1944 gebaute französische Unique Modell 17. Dieses Modell verwendeten Offiziere der Wehrmacht im besetzten Frankreich als ihre Dienstwaffe. Für Sammler besitzt es einen hohen Symbolwert. Darum wirkte A.s Behauptung unglaubhaft, er habe die Waffe der Polizei übergeben wollen.
Anfang Februar 2017 bat A. den Wehrdisziplinaranwalt, der ihn im Januar 2014 zu seiner Masterarbeit befragt hatte, seine schriftliche Einlassung gegenüber der Polizei Wiens zu begutachten. Nach Eigenangaben vom 28. April 2017 (nach Franco A.s Verhaftung) warnte der Anwalt ihn, der Verstoß gegen das Waffengesetz werde eine „innerdienstliche disziplinare Reaktion“ nach sich ziehen. Diese werde wegen A.s Erklärung zum Pistolenfund für ihn „verkraftbar“ sein, zumal sein „Leistungsbild und sein Werdegang“ für ihn sprächen. Allerdings hätte er als Ermittler „Zweifel an der Schilderung“ und würde davon ausgehen, dass die Pistole seine eigene Waffe war. Da der Anwalt den E-Mail-Dialog löschte, ließen sich seine Angaben nicht prüfen.

### Rassistische Chats und Sprachnachrichten
Franco A. tauschte mit dem Studenten Mathias F., zwei Kameraden aus seiner Kaserne und einem Bundeswehrreservisten in Wien über 36.000 WhatsApp-Nachrichten aus, darunter rassistische Sprüche, Fotos und Nachrichten mit Bezug zur Wehrmacht.
Spätestens 2014 begann A. mit Sprachaufnahmen auf seinem Handy, von denen Ermittler später mehr als 100 sicherten. Ob und falls ja, an wen er diese Aufnahmen verschickte, ist unbekannt. Er zeichnete Gedankenfetzen über Leben, Liebe und Selbstzweifel, Dialoge und Reden auf. In einer Ansprache an seinen Gruppenführer nannte er politische Gegner „Schweine“, erwähnte einen drohenden dritten Weltkrieg und meinte: Alles, was Hitler schlecht mache, sei eine Lüge. Am 18. Januar 2016 nahm er eine Rede über die „Diaspora im eigenen Lande“ auf: Es drohe die systematische Zerstörung Deutschlands und der ganzen Menschheit. Es gebe einen gesteuerten Bevölkerungsaustausch. „Die Zionisten“ versuchten, die Weltherrschaft an sich zu reißen. „Ihr glaubt immer noch, Teil dieses Staates zu sein“; aber man müsse sich davon befreien, den bestehenden Staat aufrechtzuerhalten. „Jeder, der dazu beiträgt, dass dieses Konstrukt kaputt geht, tut Gutes.“
Am 17. Februar 2017 eröffnete die Staatsanwaltschaft in Frankfurt am Main  ein Ermittlungsverfahren gegen Franco A. wegen der Vorbereitung einer staatsgefährdenden Gewalttat. Er wurde beobachtet und seine Telefonate wurden überwacht. Dabei erhärtete sich der Verdacht einer rechtsextremen Haltung: In der WhatsApp-Chatgruppe soll er Hetztexte über Ausländer ausgetauscht haben.

### Munitionsdiebstahl
Bei Durchsuchungen von 16 Objekten in Österreich, Deutschland und Frankreich fanden 90 Ermittler unter anderem Sprengstoff und weitere Hinweise auf einen vermuteten Anschlagsplan, so dass sie Franco A. und Mathias F. am 27. April 2017 festnahmen. Die Ermittler beschlagnahmten umfangreiches Beweismaterial, vor allem Mobiltelefone, Laptops und schriftliche Unterlagen.
Im Studentenzimmer von Mathias F. in Friedberg (Hessen) fanden BKA-Ermittler insgesamt 1083 Patronen verschiedener Kaliber, darunter 885 Schuss für das Sturmgewehr HK G36 und die Maschinenpistole MP7 sowie Leuchtspurgeschosse. Ferner fanden sie Zünder und andere Teile von Handgranaten sowie Leucht- und Nebelmunition, großenteils aus Bundeswehrbeständen. Mathias F. gab an, all dieses Material habe Franco A. ihm gegeben, die Munition vor Ostern 2017. Die Ermittler vermuteten, A. habe die Patronen bei Schießübungen der Bundeswehr gestohlen, indem er die Mengenangaben der verschossenen Munition manipulierte. Diese passte nicht zu der Pistole, die A. in Wien versteckt hatte.
Auch im Keller seiner Mutter hatte  A. Munition und Waffen gelagert, angeblich für den Kriegsfall. Kurz vor seiner Verhaftung hatte er an Mathias F. 167 Patronen für das G36 übergeben, die dem Gesetz über die Kontrolle von Kriegswaffen unterlagen, und weitere 885 Patronen, die dem deutschen Waffengesetz unterlagen. Die Ermittler beschlagnahmten bei ihm und F. zudem insgesamt 51 Übungshandgranaten, Rauch- und Nebelgranaten, die A. bei Schießübungen der Bundeswehr gestohlen haben soll. Ferner hatte er sich Informationen über die Herstellung von Molotowcocktails, Handgranaten und das Darknet notiert.

### Hitlerverehrung
In persönlichen Notizen aus seiner Jugend schrieb Franco A. zum Beispiel: „Wer Adolf Hitler schlecht macht, ist ein Lügner“. Hitler sei „einer der bedeutendsten deutschen Volksführer“. Wer Flüchtlingsströme nach Deutschland lenke, mache sich der „Rassenvernichtung“ schuldig. Er besaß Hitlers Mein Kampf und mehrere CDs mit nationalsozialistischen Liedern. In seinen Aufzeichnungen standen Sätze wie „Hitler steht über allem“. Es brauche eine „politisch wirksame Handlung“, weil der Mensch auch „die größte Wahrheit“ nicht annehmen werde, wenn sie nicht mit einem „auslösenden Event verbunden“ sei.
In A.s Stube bei der Bundeswehr hing ein Poster mit einem Wehrmachtssoldaten an der Wand, dekoriert mit der Attrappe einer historischen Waffe aus dem Zweiten Weltkrieg. In den Handschutz seines G36-Gewehrs bei der Bundeswehr hatte er ein Hakenkreuz eingeritzt. Auf dem Griffstück des Gewehrs befanden sich auch die eingravierten Insignien „H.H“ (eventuell für „Heil Hitler“) oder „H…J“. Man fand in seinem Besitz eine gerahmte Pergamentrolle, die einen Wehrmachtssoldaten und zwei Zitate zeigt. Wie viele Soldaten diese Botschaften gesehen, aber nicht gemeldet hatten, blieb offen.
Bei einer Polizeikontrolle während seines Grundwehrdienstes trug A. Springerstiefel, eine Bomberjacke und eine Visitenkarte mit einem Hitlerbild bei sich. In seiner Wohnung stapelte er Flugblätter der NPD und Kassetten der Neonazibands Wotan, Schuka und Märtyrer. Die Polizei informierte seine Vorgesetzten darüber, dies blieb jedoch folgenlos.

### Gewaltbereitschaft
Auf einem USB-Stick, den Franco A. bei seiner Festnahme in Wien bei sich trug, hatte er zwei Texte mit Anleitungen zur Sprengstoffherstellung gespeichert, nämlich das bei Neonazis beliebte Werk Der totale Widerstand von 1957 und das Mujahideen Explosives Handbook, das islamistische Terrorgruppen seit den 1990er Jahren verbreiteten. Ferner zeigten dutzende seiner in Audiodateien aufgezeichneten Selbstreflexionen seine durchgehende Gewaltbereitschaft. Die Ermittler vermuteten daher, dass A. nach dem zweiten Handbuch Bomben bauen, damit einen Anschlag begehen und so den Verdacht auf Islamisten lenken wollte.

### Waffenbeschaffung
2016 kaufte Franco A. bei einem Händler in Vohenstrauß (Oberpfalz) Waffenteile, für die man keine Waffenbesitzkarte braucht, und trainierte Schießen bei der lokalen Schützengemeinschaft. Er benutzte viele verschiedene Konten. Im Oktober 2016 besuchte er einen „Rangeday“ der „German Rifle Association“ nahe der Grenze zu Tschechien. Bei seinen Besuchen in der Oberpfalz beobachteten Zeugen ihn mit mehreren Schusswaffen, darunter einem HK-G3-Schnellfeuergewehr mit aufmontiertem Zielfernrohr und zwei Pistolen. Zudem versuchte er, sich unregistrierte Waffen zu beschaffen. Die Ermittler fanden die bezeugten Waffen bis Dezember 2017 nicht, aber 167 Hartkerngeschosse und Patronenhülsen für das HK G3, die dem Kriegswaffenkontrollgesetz unterliegen. Er soll sie zum Teil in Hammelburg gestohlen haben. Zudem hatte Franco A. in seinen Papieren verschiedene Gewehrtypen und deren Preise auf dem Schwarzmarkt aufgelistet.

### Umfeld
Nach Franco A.s Verhaftung bezeugten Bundeswehrsoldaten, schon seit der Gründung der deutsch-französischen Einheit in Illkirch habe es dort sowie von 2010 bis 2013 in Donaueschingen und Hammelburg ein „rechtsradikales Netzwerk“ gegeben. Unteroffiziere und Mannschaftssoldaten hätten ihre rechte Gesinnung offen gezeigt, etwa mit Parolen, und Soldaten osteuropäischer Herkunft vor Kameraden als „Kanisterköpfe“ gedemütigt. Die Standortleiter seien trotz Beschwerden aus der Truppe dazu untätig geblieben.
Nach taz-Recherchen streuten Unbekannte 2012 ein Hakenkreuz auf den Boden der Illkircher Kaserne. Zwei dort stationierte Soldaten zeigten mehrfach den Hitlergruß und wurden deshalb 2013 entlassen. Andere statteten einen Gemeinschaftsraum mit Wehrmachtsdevotionalien aus und versandten ein Hakenkreuz in einer Chatgruppe. Zu dieser gehörten Franco A. und Maximilian T. seit 2013 und waren ihren Illkircher Vorgesetzten wegen rechter Vorfälle bekannt. T. lud A. damals zu Familienbesuchen nach Straßburg und Hessen ein. Dabei wurde seine Schwester A.s Freundin.
Im Juni 2014 nahm Maximilian T. an einer Schießübung in Grafenwöhr teil, bei der eine Pistole HK P8 verschwand. Im September 2015 meldete ein Zeuge dem Militärischen Abschirmdienst (MAD), T. habe sich bei einem Diskothekenbesuch in Magdeburg über die deutsche Asylpolitik beschwert und Mitstreiter unter Soldaten gesucht, um sich zu organisieren. Bei einem Verhör durch den MAD bestritt T. dies. Weil er keine Vorstrafen hatte und die Beteiligten betrunken gewesen sein sollen, stellte der MAD die Ermittlungen dazu ein. Wenn Franco A. nach Erding reisen musste, um als „David Benjamin“ Amtstermine wahrzunehmen, entschuldigte T. ihn bei Vorgesetzten im Jägerbataillon 291 und erfand Ausflüchte für seine Abwesenheit. So half er, A.s Doppelrolle als Flüchtling zu verdecken.
Im Herbst 2016 besuchte Franco A. den rechtskonservativen „Jagsthausener Kreis“, in dem sich seit Jahrzehnten Militärs, Geheimdienstler, Beamte und Wirtschaftsleute aus deutschsprachigen Ländern treffen. Redner waren dort unter anderen der AfD-Politiker Alexander Gauland und der neurechte Publizist Bruno Bandulet. Nach Aussage einer Führungsperson des Kreises beteiligte sich A. rege an den Diskussionen nach den Vorträgen. Daraufhin wurde er eingeladen, im Dezember 2016 beim „Preußenabend“ in München selbst eine Rede zu halten. Vor einem ausgewählten rechtsextremen Publikum, vor dem schon Holocaustleugner wie Bernhard Schaub geredet hatten, hielt A. einen Vortrag zum Thema: „Das neue Selbstverständnis der deutschen Konservativen als Zentralrat der Deutschen oder: Deutsche Konservative, die Diaspora im eigenen Land“. Er griff damit die unter Rechtsextremen seit Jahren diskutierte Idee eines Zentralrats auf und wies diesem radikale Ziele zu: „Angriffe durch die Antifa inszenieren / Verrätern das Handwerk legen. […] System zu unseren Gunsten ausnutzen / Schlüsselpositionen ausschalten oder es infiltrieren oder das ganze System zerreißen.“ Laut dem Redemanuskript sprach er vom „absoluten Triumph der Liebe über dieses Teuflische“ und bekannte sich dazu, Antisemit zu sein. Denn er dulde nicht, „dass eine Gruppe die Opferrolle für ewig gepachtet hat“. Es gehe ihm darum, das System zu ändern, das zulasse, „dass die autochthone Mehrheit völlig untergebuttert wird“. Er schwor das Publikum auf einen Kampf ein: „Wir müssen selbst Hand anlegen und dazu haben wir jedes gottgegebene Recht.“ Einen Tag später erhielt A. als vermeintlicher Flüchtling „David Benjamin“ in Bayern „subsidiären Schutz“ zuerkannt.
Am 9. Mai 2017 verhaftete die Polizei Maximilian T. wegen mutmaßlicher Beteiligung an A.s Anschlagsplänen und Hilfe bei der Registrierung als syrischer Kriegsflüchtling. Zuvor löschte T. laut Ermittlern alle persönlichen Daten auf seinem Smartphone. Er ist Mitglied der AfD, die dies bis September 2017 bestritt. Der AfD-Bundestagsabgeordnete Jan Nolte stellte T. im April 2018 als Mitarbeiter seines Bundestagsbüros ein. Damit erhielt T. Zugang zu Informationen und Unterlagen aus dem Verteidigungsausschuss des Deutschen Bundestages, die sich mit seinem Fall befassen, denn Nolte war AfD-Vertreter in diesem Ausschuss.
Zu Franco A.s engeren Freunden, die seine rechtsextremen Ansichten kannten und teilten, zählten die Ermittler im Mai 2017 mindestens sieben Personen, darunter einen Mann in Straßburg, einen Leutnant der Reserve in Wien und zwei weitere Oberleutnants der Bundeswehr. Josef R. in Illkirch hatte an einer Chatgruppe rechtsradikaler Soldaten teilgenommen. Ralf G. in Augustdorf hatte nach Zeugenaussagen öfter Aussagen gemacht wie „Königsberg war deutsch, ist deutsch und wird immer deutsch bleiben!“ oder „Wenn die Flüchtlinge an der Grenze wenigstens Waffen hätten, dann könnten wir auf sie schießen“. Ferner habe er geprahlt: „In Illkirch gibt es eine Gruppe gewaltbereiter Offiziere, die Waffen und Munition sammeln, um im Fall eines Bürgerkriegs auf der richtigen Seite zu kämpfen.“ Er soll Maximilian T. gekannt haben. Wahrscheinlich kannte er auch Franco A., da er ebenfalls bis April 2017 eine Einzelkämpferausbildung in Hammelburg absolvierte. Die Bundeswehr suspendierte ihn bis zum 12. Mai 2017 vom Dienst und verbot ihm, Uniform zu tragen.
Den Oberleutnant Josef R. kannte A. aus seiner Offiziersausbildung. In einer Chatnachricht bot R. ihm „was Leckeres“ an; vermutet wurde ein Code für Munition. Zudem wurde bei R. unter anderem eine Nebelhandgranate der Bundeswehr gefunden. Der Generalbundesanwalt ließ den Anfangsverdacht der Beihilfe zur Vorbereitung einer schweren staatsgefährdenden Gewalttat gegen R. jedoch fallen. Die lokale hessische Staatsanwaltschaft ermittelt noch wegen Munitionsdiebstahl gegen ihn. Im März 2021 kandidierte R. für die AfD bei den Kommunalwahlen in Hessen.

### Notizen zu möglichen Anschlagszielen
Bei Maximilian T. fand man zwei DINA4-Blätter, auf denen unter der Überschrift „Politik und Medien“ handschriftlich Politiker und Personen des öffentlichen Lebens und Organisationen aufgelistet waren, darunter Bundestagsvizepräsidentin Claudia Roth, Ex-Bundespräsident Joachim Gauck, Bundesaußenminister Heiko Maas, Thüringens Ministerpräsident Bodo Ramelow, der Künstler Philipp Ruch vom Zentrum für politische Schönheit, Anetta Kahane von der Amadeu Antonio Stiftung, der Zentralrat der Juden in Deutschland, der Zentralrat der Muslime und verschiedene antifaschistische Aktivisten, so die Abgeordnete Anne Helm (Die Linke).
In einem Taschenkalender von Franco A. aus dem Jahr 2015 fand sich ein zusammengefalteter Zettel mit denselben Namen wie auf den Zetteln von Maximilian T., verbunden mit handschriftlichen Kommentaren. Zu Claudia Roth schrieb er etwa: „Leute wie ihr saugen uns unser Volk aus, das müsst ihr bezahlen.“ Man solle Roth darum lokalisieren und dazu ihre Social-Media-Konten bei Twitter oder Instagram beobachten.
Andere Stellen nannten mutmaßliche Anschlagsziele, etwa „Sprengung Rothschild-Stein in Frankfurt“. Gemeint war eventuell der 1818 aufgestellte Güterstein des jüdischen Bankiers Amschel Mayer von Rothschild im Rothschild-Park in Frankfurt am Main. Ferner schrieb er: „Gruppe Antifa: Granate Asylant werfen lassen, filmen. […] Polizeifunk abhören.“ Darum wurde vermutet, dass er ein False-Flag-Attentat plante, das er Asylbewerbern anlasten wollte. Zur Holocaustleugnerin Ursula Haverbeck, die in der rechtsextremen Szene als Dissidentin glorifiziert wird, notierte er: „Wenn Frau Haverbeck ins Gefängnis, dann Befreiungsaktion.“ Ursula Haverbeck war des Öfteren wegen Volksverhetzung zu einer Gefängnisstrafe verurteilt worden, die sie bis 2017 jedoch nicht antreten musste. Zur türkischen Rockergruppe Osmanen Germania BC kommentierte er: „Bekämpfung Osmanen. Is nix anderes als von Türkei gesteuerte eingesickerte Armee.“
Die etwa 25 Listeneinträge waren in Kategorien von A bis D eingeteilt, eventuell nach der Priorität als Anschlagsziel. In Kategorie A waren unter anderen Maas und Gauck aufgeführt. Beim Eintrag zu Maas standen sein Geburtsort und die Adressen des Justizministeriums in Berlin und Bonn. Zu Kahane hatte sich Franco A. detaillierte Angaben notiert, ferner die Adressen weiterer prominenter Fürsprecher einer liberalen Flüchtlingspolitik. In seinem Handy befanden sich am 22. Juli 2016 erstellte Fotografien von vier parkenden Pkw, ihren Fahrzeugtypen, Farben und Kennzeichen. Die Fahrzeuge standen in einer Tiefgarage in der Novalisstraße in Berlin-Mitte und gehörten Mitarbeitern der Amadeu Antonio Stiftung, deren Büro sich im Gebäude befindet. Ferner besaß er Lageskizzen von der Umgebung und den Räumlichkeiten des Gebäudes. Auf einem Zettel mit Bezug zu Kahane soll er geschrieben haben, man könne noch nicht so handeln, wie man gerne wolle. Daraus schloss die Staatsanwaltschaft, er habe die Stiftung ausgekundschaftet und vor allem Anetta Kahane als Ziel eines Anschlags ins Auge gefasst. Sie und die Stiftung waren damals seit Jahren Ziel rechtsextremer Hassattacken im Internet.
Das BKA fand in Franco A.s Notizblättern Hinweise auf einen im Jahr 2015 geplanten Weg: Er wollte mit einem auf ihn zugelassenen Motorrad von seinem Wohnort Offenbach aus nach Berlin und zurück fahren, dann mit einem Pkw ins Elsass und von dort nach Erding und Bayreuth in Bayern. Ferner notierte er sich Angaben zu drei französischen Karabinergewehren, eins davon eine Schrotflinte. Diese sollte ihm ein Komplize nach Berlin bringen. Ferner fand das BKA in Franco A.s Notizen Angaben zum Kauf einer Schrotflinte und einer Filmkamera sowie Notizen zum Namen „Xavier“. Die Ermittler vermuteten, dass er in Berlin ein Attentat auf Anetta Kahane vorhatte, dieses (ähnlich wie Brenton Tarrant beim Terroranschlag auf zwei Moscheen in Christchurch, März 2019) filmen und mit Musik des in der rechten Szene beliebten Sängers Xavier Naidoo unterlegen, dann nach Erding fahren und seine Spuren im dortigen Asylbewerberwohnheim hinterlassen wollte.

### Bezüge zum „Hannibal“-Netzwerk
2015 gründete der ehemalige Offizier und Ausbilder im Kommando Spezialkräfte (KSK) André S. unter dem Decknamen „Hannibal“ ein Internetnetz von Chatgruppen, das Hannibal-Netzwerk. Es war analog zu den Wehrbereichen in Bezirke Nord, Süd, Ost und West gegliedert. Seit Ende 2015 gehörte A. als „Franki“ zur Telegramgruppe „Süd“. Gleich zu Beginn ließ André S. die Gruppenchats löschen, um zu verhindern, dass Außenstehende die gesendeten Botschaften als „regierungsfeindlich, rechtsextrem, putschistisch oder sonst wie“ einstufen würden. Ab dann sollten nur noch die Wortführer Botschaften für die übrigen Teilnehmer senden. André S. versorgte sie mit angeblich geheimen Informationen über angebliche Angriffspläne von Islamisten auf Kasernen. Man besprach Maßnahmen für den „Tag X“ eines erwarteten Staatszusammenbruchs und erörterte Szenarien als realistisch, wonach Geflüchtete aus Syrien gemeinsam mit US-Söldnern und Kämpfern der französischen Fremdenlegion Deutschland in eine Apokalypse stürzen würden. Als eine E-Mail mit dem Gruß „DEUTSCHLAND ERWACHE! HEIL, SEGEN UND SIEG“ auf Vorbehalte stieß, verteidigte A. die Wortwahl: „Moralisierungen, wie sie hier von dir betrieben werden, sind immer wieder aufs neue Grund für beklemmten und unfreien Austausch. Davon sollte unsere Gruppe frei bleiben.“ Am 31. Januar 2016 traf sich die Südgruppe in einem Schützenhaus in Albstadt (Baden-Württemberg). Die Mitglieder ließen auf Befehl von S. ihre Handys im Auto. Laut einem Teilnehmer berieten sie, ob die Soldaten unter ihnen im Ernstfall die Kasernen aufmachen würden, um die anderen mit Waffen, Munition und Fahrzeugen zu versorgen. A. nahm an diesem konspirativen Treffen teil. Mindestens einmal besuchte er André S. in dessen Wohnung in Sindelfingen. Laut einem Zeugen aus dem KSK („Petrus“) kannte A. weitere KSK-Soldaten und galt im KSK als sehr intelligent.
André S. bildete ein Netzwerk von Preppern im ganzen Bundesgebiet. Auch A. war ein solcher Prepper und hortete unter anderem Benzinkanister, Tabak, Schnaps, Nebelgranaten und Übungshandgranaten. S. gründete ferner den Veteranen- und Reservistenverein Uniter mit. Dieser ließ für besonders eingeweihte Mitglieder 125 Aufnäher (Patches) mit dem Vereinslogo anfertigen, einem Schwert und blauem T auf schwarzem Grund. Die Chatgruppe „Süd“ wurde informiert, dass „Patches als Erkennungszeichen“ ausgeteilt worden seien. Sie sollten am „Tag X“ zum Erkennen von Kameraden dienen. Bei A. wurden zwei dieser Aufnäher gefunden. A. warb neue Mitglieder für die Südgruppe, darunter den Waffenteilehändler aus der Oberpfalz. Ihm erzählte A. von seinem G3-Sturmgewehr, das er im Juli 2016 auf dem Schießstand des Waffenhändlers eingeschossen haben soll. Er lud den Händler in den Verein Uniter und die Gruppe „Süd“ ein und erklärte ihm den Sinn der Aufnäher, am Tag X die Guten von den Bösen zu unterscheiden. Der Verein Uniter dementierte später, dass A. formal Mitglied gewesen sei.
In ihren Chats legte die Gruppe Süd sichere Rückzugsorte (Safe Houses) in Süddeutschland fest, wo man sich am „Tag X“ treffen könne. Sie vereinbarte mindestens Treffpunkte in Nürnberg, Ulm, Lenggries, Bad Tölz und die KSK-Kaserne in Calw. Anfang 2017 ließ S. alle Chatgruppen des Hannibalnetzwerks löschen, nachdem er von den Ermittlungen gegen A. erfuhr. Im späteren Verhör erklärte S., er habe die Richter, Beamten und Soldaten in den Chatgruppen vor dem Imageverlust schützen wollen, der ihnen bevorstehe, wenn man sie mit A. in Verbindung brächte.
Über die Kontaktdaten von André S. entdeckten die Ermittler auch die Gruppe Nordkreuz. Zu ihren rund 50 Mitgliedern gehörten weitere Bundeswehrsoldaten, Polizisten, Anwälte, Kommunalpolitiker und andere. Ihre Gründer und Anführer führten ihrerseits Feindeslisten und planten laut Zeugenaussagen, gelistete Personen an einem „Tag X“ zu sammeln und zu ermorden. Hinweise fehlen, dass Franco A. „Nordkreuz“ kannte. Doch sein Offizierskamerad Marcel G. war ein langjähriger Vertrauter von André S. und an der Gründung des Vereins Uniter beteiligt. Ein weiterer Kamerad von Franco A. gehörte zum Prepperchat „Ost“ des Hannibalnetzwerks und galt zeitweise ebenfalls als terrorverdächtiger Soldat. A. teilte mit dieser Prepperszene die Erwartung eines „Tages X“, an dem angeblich Geflüchtete das Land überrennen würden. Vermutet wurde daher, dass A. sich als syrischer Flüchtling ausgab und einen Anschlag plante, um den erwarteten „Tag X“ herbeizuführen.
Zur Telegramchatgruppe „Süd“ gehörten neben A. und dem Waffenteilehändler knapp 60 süddeutsche Prepper, vor allem Polizisten und Soldaten mit Zugang zu Kriegswaffen. Anders als bei der Gruppe Nordkreuz wurde bis zu Franco A.s Strafprozess jedoch kaum gegen die Südgruppe ermittelt. Bayerns Verfassungsschutz und LKA hatten kaum Kenntnisse über Franco A.s Aktivitäten in Bayern und sandten dem BfV bei den Ermittlungen gegen A. keine Akten dazu.

## Folgen

### Bundeswehrführung
Am 29. April 2017 erklärte das Bundesministerium der Verteidigung dem Parlamentarischen Kontrollgremium des Bundestags: Der Soldat Franco A. sei früher nicht als rechtsextrem aufgefallen, zu seinem politischen Hintergrund sei nichts bekannt. Am Folgetag räumte die Bundeswehrführung ein, dass er schon 2014 wegen seiner rechtsextremen Masterarbeit aufgefallen war.
Nachdem sie davon Kenntnis erhalten hatte, sagte Verteidigungsministerin Ursula von der Leyen (CDU) am 30. April 2017: Die Bundeswehr habe „ein Haltungsproblem“ und „offensichtlich eine Führungsschwäche auf verschiedenen Ebenen.“ Zudem gebe es einen „falsch verstandenen Korpsgeist“. Die wiederholten Vorfälle in der Truppe würden schöngeredet und es werde weggeschaut. Dabei bezog sie sich auch auf sexuelle Übergriffe an verschiedenen Bundeswehrstandorten, die sie hatte untersuchen lassen. Sie lud Obleute der Bundestagsfraktionen für eine Unterrichtung zu dem Fall ins Verteidigungsministerium ein. Laut Beobachtern wollte sie damit den politischen Schaden in Grenzen halten.
Von der Leyens Kritik rief heftige Reaktionen in der Bundeswehr hervor. André Wüstner, Vorsitzender des Bundeswehrverbands, berichtete von vielen verunsicherten, wütenden oder verständnislosen Nachfragen. Viele Soldaten verwiesen auf die Führungsverantwortung ihrer Chefin. Sie müsse dringend offenlegen, wie sie zu ihrer Kritik gekommen sei. Diese wurde häufig als unberechtigter Generalverdacht empfunden. Der ehemalige deutsche NATO-General Egon Ramms gab der Ministerin teilweise Recht und forderte, die Vorgesetzten von Franco A. akribisch zu überprüfen. Ramms hatte zuvor die Personalauswahl im Heer bemängelt: Diese fördere eher das „Ja-Sagertum“ als den kritischen Staatsbürger in Uniform.
Am 2. Mai sagte Ursula von der Leyen einen USA-Besuch ab, um sich ganz der Aufklärung des Falles Franco A. zu widmen. Sie besuchte mit dem Generalinspekteur der Bundeswehr Volker Wieker das Regiment in Illkirch und setzte ein Treffen mit hundert hohen militärischen Führungskräften an, um die Folgen aus diesem und weiteren damaligen Bundeswehrskandalen zu besprechen. In ihrem Auftrag richtete die Bundeswehr am 2. Mai 2017 eine interne schnelle Ermittlungsgruppe ein. Diese legte schon am nächsten Tag erste Hinweise für ein Unterstützernetzwerk von Franco A. vor. Sie stellte fest, dass Franco A. eventuell Bundeswehrmunition bei einer von ihm geleiteten Schießübung gestohlen hatte. Wie viele Kameraden ihn dabei gedeckt und unterstützt hatten, ließ Volker Wieker offen; einige Namen seien inzwischen bekannt.
Beim Besuch von der Leyens und Wiekers in Illkirch wurden in einem Freizeitraum der Soldaten zahlreiche Wehrmachtsdevotionalien entdeckt. Weitere fand man in einer Kaserne in Donaueschingen. Am 5. Mai befahl der Generalinspekteur daher allen Inspekteuren und Präsidenten der Bundeswehr, die Einhaltung der Regeln zum Traditionsverständnis in Bezug auf Nationalsozialismus und Wehrmacht zu untersuchen. Am 7. Mai ordnete er an, alle dienstlichen Bundeswehrgebäude nach Wehrmachtsandenken zu durchsuchen und ihm bis zum 9. Mai einen Zwischenbericht, bis zum 16. Mai das Ergebnis vorzulegen. Am 7. Mai forderte die Verteidigungsministerin von allen Soldaten „vom General bis zum Rekruten“ mutige Unterstützung bei der Aufarbeitung der Vorfälle. Es gehe um den „Ruf unserer Bundeswehr“. Weil diese Menschen an der Waffe ausbilde, gälten für sie zu Recht schärfere Maßstäbe: „Ein 'Weiter so' kommt nicht infrage.“ Beim Treffen der Führungskräfte erklärte sie, es könne angesichts der aktuellen Fälle von Herabwürdigung, Schikane und eindeutigem Rechtsextremismus nur noch um lückenlose Aufklärung und weitreichende Konsequenzen gehen. Zugleich erkannte sie an, dass in der Bundeswehr jeden Tag Regelverstöße korrekt geahndet würden.
Nach Angaben von der Leyens fand man bei der Durchsuchung bis zum 12. Mai 41 Wehrmachtsandenken, darunter Wandbilder und Münzen mit Wehrmachtsmotiven, auch aus der NS-Zeit. Ein Logistikbataillon habe Gedenkmünzen mit fragwürdigen Motiven eigens prägen lassen und sie zu offiziellen Anlässen verliehen. Nur in Illkirch aber sei ein Raum mit Wehrmachtshelmen und Landserbildern ausgeschmückt worden. – Nach Medienberichten wurden bei der Überprüfung auch ein Wehrmachtsfoto von Altkanzler Helmut Schmidt (SPD), eine Rotkreuzflagge des Zweiten Weltkriegs von 1945 und Bilder von Wehrmachtssoldaten, die Großväter heutiger Soldaten waren, abgehängt. Vermutet wurde, dass viele Wehrmachtsandenken vor Beginn der Überprüfung versteckt und vom Erlass mitbetroffene harmlose Andenken absichtlich der Lokalpresse berichtet wurden. Sinn und Verhältnismäßigkeit der Aktion, die von der Leyen „Säuberungsprozess“ nannte, blieben umstritten. Ferner wurde eine Überarbeitung des Traditionserlasses der Bundeswehr angekündigt.
Bis Ende Mai 2017 fanden Kontrolleure bei unangemeldeten Besuchen rund 400 Militärdevotionalien in Bundeswehrkasernen. Die vom Bundestag angeforderte Liste der Funde enthielt Helme, Uniformen, Gewehre, Panzermodelle, Säbel und Schwerter, die teilweise mit Hakenkreuzen und anderen Wehrmachtsbezügen versehen waren und unter das geltende Traditionsverbot fielen. Sie wurden entfernt und Disziplinarmaßnahmen dazu wurden eingeleitet. Andere Funde wurden in militärhistorische Sammlungen übernommen, an Eigentümer zurückgegeben oder nach Prüfung wieder aufgehängt. Welche Kasernen durchsucht worden waren, zeigte die Liste nicht; diese Information sollte dem Bundestag nachgereicht werden.
Am 14. Mai 2017 schlug die Verteidigungsministerin vor, nach Wehrmachtsoffizieren benannte Kasernen umzubenennen. Die Bundeswehr solle sich nach innen und außen klarer von der Wehrmachtstradition absetzen. Sie griff damit eine Initiative ihres Amtsvorgängers Thomas de Maizière auf, die folgenlos geblieben war, und rückte von ihrer bisherigen Linie ab: Bis dahin hatte sie den seit 1982 geltenden Traditionserlass unverändert beibehalten und die wiederholt aus der Opposition geforderte Umbenennung aller Kasernen mit Namensgebern aus dem Ersten und Zweiten Weltkrieg abgelehnt. Wegen des Falls Franco A. wollte sie nun ein neues Programm „Innere Führung heute“ auflegen und den Traditionserlass überarbeiten lassen. Der Leiter der Gedenkstätte Deutscher Widerstand Johannes Tuchel begrüßte die Initiative als „überfällig“: Bundeswehrkasernen sollten „lieber nach Soldaten benannt werden, die im Widerstand“ gegen den Nationalsozialismus bzw. gegen Hitler waren.
Mitte Mai 2017 ließ die Verteidigungsministerin Ermittlungen und Disziplinarverfahren gegen Generalmajor Werner Weisenburger, den Chef des Streitkräfteamts, und seinen damaligen Rechtsberater Stephan Hedrich einleiten. Der Rechtsberater und der damalige Vorgesetzte von Franco A. hatten seine Akte trotz Windecks und Echternkamps Hinweisen 2014 geschlossen und den zuständigen MAD nicht über ihn informiert. Volker Wieker kritisierte dieses Verhalten als „Muster des Wegschauens“ bei der Bundeswehr gegenüber mutmaßlich rechtsextremen Soldaten. Der MAD erklärte im Juni, im Fall einer Meldung hätte man Franco A. als Extremisten eingestuft und nachrichtendienstlich überprüft.
Im Januar 2018 stellte das Verteidigungsministerium die Disziplinarverfahren jedoch ein: Der Vorwurf eines schuldhaften Dienstvergehens habe sich nicht bestätigt. Weisenburger war bis dahin in Pension gegangen, sein Rechtsberater war versetzt worden.
Franco A. bezieht seit seiner Freilassung reduzierten Wehrsold, weil die Bundeswehr ihn vom Dienst freistellte, aber nicht entließ. Maximilian T. arbeitet weiter bei der Bundeswehr, inzwischen auf dem Truppenübungsplatz Altmark im Gefechtsübungszentrum Heer.

### Militärischer Abschirmdienst
Der MAD erhielt vor dem Fall Franco A.  durchschnittlich 400 Meldungen über Extremisten in der Bundeswehr, darunter fast nur Rechtsextreme. Er leitete nur gegen einen geringen Teil davon Verfahren ein und entließ jährlich meist nur wenige. 2015 wurden neun rechtsextreme Soldaten und ein Islamist entlassen. Bis Ende April 2017 verfolgte der MAD 280 rechtsextreme Verdachtsfälle, rund 100 davon aus dem Jahr 2017. Die meisten Hinweise kamen von anderen Soldaten. Zu Franco A. kam in seiner achtjährigen Bundeswehrlaufbahn kein einziger Hinweis. Erst nach seiner Verhaftung machte ein Zeuge aus Franco A.s Offizierslehrgang von 2014 seine rechtsextreme Masterarbeit bekannt. Daher wird vermutet, dass seine Vorgesetzten ihn trotz Kenntnis seiner Gesinnung jahrelang deckten. Auch bei zwei üblichen Sicherheitsprüfungen fand der MAD nichts über ihn. In Datenbanken der Polizei und des Verfassungsschutzes lag nichts gegen ihn vor. Dennoch soll der MAD seitdem alle Bewerber bei der Bundeswehr überprüfen und dazu auch Datenbanken anderer Sicherheitsbehörden abfragen dürfen.
Am 19. April 2017 befragte der MAD Franco A. zu seinen inzwischen ermittelten rechtsextremen Chatbotschaften. Dabei wich er den Fragen nach seiner Gesinnung aus und wiederholte seine Angaben, dass er die in Wien versteckte Pistole zufällig entdeckt habe.
Bei den Ermittlungen zu Franco A.s Umfeld überprüfte der MAD mehrere Fälle von Waffendiebstahl in der Bundeswehr, darunter die Entwendung von zwei G36-Sturmgewehren und mehreren Pistolen aus einem Panzer im Januar 2017 sowie von zwei G36-Sturmgewehren und einer Pistole P8 aus einem Transportpanzer im Februar 2017. Bei letzterem Fall war laut MAD ein Student der Bundeswehruniversität München anwesend, der telefonischen Kontakt zu Franco A. pflegte. Der MAD beobachtete ihn und drei weitere Münchner Studenten wegen möglicher Kontakte zu den rechtsextremen „Identitären“, die eine ähnliche Ideologie vertreten wie Franco A. in seiner Masterarbeit. Weitere elf Soldaten hatten laut MAD Kontakte zur tendenziell rechtsextremen Burschenschaft Danubia.
Von Ende April bis Ende Mai 2017 erhielt der MAD 57 Meldungen zu mutmaßlich rechtsextremen Vorfällen in der Bundeswehr. Einige sollen Jahre vor dem Fall Franco A. stattgefunden haben. Der MAD vermutete ein rechtsextremes Netz unter den rund 3000 Studenten der Bundeswehruniversität München. Nach Prüfung einiger Meldungen entließ die Universität Ende Mai 2017 zwei Offiziersanwärter fristlos. Sie waren Ende 2016 und Anfang 2017 mit juden- und ausländerfeindlichen Sprüchen und Naziparolen wie „Heil Hitler“ aufgefallen. Einer davon hatte über Facebook Kontakt zu einem anderen Soldaten, der Franco A. und Maximilian T. gut kannte.
Bis Ende 2017 wurden dem MAD 379 neue rechtsextreme Verdachtsfälle gemeldet, darunter das Zeigen verfassungsfeindlicher Symbole, rassistische Aussagen und Mitgliedschaft in verbotenen Organisationen. Der MAD bewertete 2017 sechs Personen als Rechtsextremisten und deutete den Anstieg der Meldungen nicht als Indiz für mehr rechtsextreme Soldaten, sondern als Ausdruck gewachsenen Problembewusstseins. Laut MAD wurden vor Aussetzung der Wehrpflicht (2011) pro Jahr durchschnittlich 600 rechtsextreme Verdachtsfälle, danach 300 gemeldet. Davon hätten sich durchschnittlich 4 pro Jahr, in den letzten Jahren jedoch 40 pro Jahr bestätigt. Seit Juli 2017 überprüft der MAD alle Bewerber der Bundeswehr. Von 7400 überprüften Personen wurden bisher vier abgelehnt.
Infolge der Kontakte Franco A.s zu rechtsextremen Preppern im KSK gründete der MAD im Sommer 2019 eine Arbeitsgruppe, die Meldungen zu Rechtsextremismus im KSK nachgehen und Anhänger der Prepperszene enttarnen sollte. Im September 2019 ermittelte diese Gruppe zu 24 Verdachtsfällen beim KSK. Bis Dezember 2019 enttarnte der MAD mindestens zwei rechtsextreme KSK-Offiziere, die nach einem Pressebericht suspendiert wurden. Einer war als langjähriger Unteroffizier an mehreren Auslandseinsätzen beteiligt. Ein Stabsoffizier soll bei einer Privatfeier des Unteroffiziers den Hitlergruß gezeigt haben. Ein weiterer bei der Feier anwesender Stabsoffizier gilt als Verdachtsfall. Ob die rechtsextreme Überzeugung der Offiziere vorher aufgefallen, aber nicht gemeldet worden war, wollte der MAD ebenfalls prüfen.

### Bundestag
Für den Wehrbeauftragten des Bundestages Hans-Peter Bartels (SPD) ist die Bundeswehr für Rechtsextreme „strukturell anfälliger“ als andere Bereiche der Gesellschaft. „Hierarchien, Waffen, Uniform – das zieht manchen Bewerber an, den die Bundeswehr nicht haben wollen kann“, erklärte er. Ab Juni 2017 würden alle neuen Rekruten einer Sicherheitsüberprüfung durch den MAD unterzogen, um islamistische oder rechtsextreme Hintergründe zu erkennen.
Die Prüfung war jedoch schon vor dem Rechts-Terror-Verdachtsfall beschlossen worden. In der Debatte um Rechtsextreme in der Bundeswehr sah er von der Leyen in der Verantwortung: „Die Bundeswehr hat jede Menge Probleme […], aber wenn Frau von der Leyen nun sagt, es gäbe ein Führungsproblem, dann muss man natürlich sagen: Führung fängt oben an.“
Der verteidigungspolitische Sprecher der SPD-Bundestagsfraktion, Rainer Arnold, sagte: „Bei allem Negativen: Das Positive ist, dass man ihn geschnappt hat.“ Wenn es keinen Bericht dazu gebe, werde die SPD im Verteidigungsausschuss nach Informationen dazu fragen.

### BAMF
Wegen der Fehlentscheidung zu Franco A. ließ das BAMF ab Mai 2017 stichprobenartig 2000 von Januar 2016 bis zum 27. April 2017 positive Asylbescheide zu Syrern und Afghanen überprüfen, ferner alle Verfahren, an denen der Anhörer, die Dolmetscherin und der Entscheider des Falls Franco A. beteiligt waren.
Die Prüfer dieser Fälle beurteilten 295 von 1600 Entscheidungen zu Syrern und 185 von 400 Entscheidungen zu Afghanen als „nicht plausibel“. In jeweils rund einem Drittel dieser Fälle zeigten die Akten nicht, ob die Staats- oder Volkszugehörigkeit der Bewerber hinreichend aufgeklärt wurde. Als Ursache dieser Fehler nannte das BAMF die verkürzte Schulung vieler neu eingestellter Mitarbeiter bei gleichzeitigem hohen Erledigungsdruck. Sicherheitsstandards wurden bei den überprüften Verfahren laut Innenminister Thomas de Maizière nicht verletzt. Jedoch ließ er die ohnehin vorgesehene Prüfung von rund 80.000 bis 100.000 positiven Asylentscheidungen wegen der gefundenen anderen Mängel vorziehen.

### Verhalten des Hauptverdächtigen
Seit seiner Freilassung Ende November 2017 trat Franco A. öfter öffentlich auf. Um die Jahreswende 2018/2019 suchte er Kontakt zu verschiedenen politischen Gruppen in Berlin, darunter zu einem Gesprächskreis der „NachDenkSeiten“ und zu einer Bezirksgruppe der Partei „Die Linke“. Personen, die er dabei traf, empfanden ihn als „manipulativ“ und „einnehmend“.
Im April 2019 gewährten seine Angehörigen (Bruder, Mutter und Freundin) Journalisten ein ausführliches Interview. Dieses veröffentlichte die Neue Zürcher Zeitung als dreiteiliges Personenporträt und gab dabei seine Eigendarstellung wieder.
Am 8. September 2019 besuchte Franco A. den „Tag der Ein- und Ausblicke“ im Bundestag und unterhielt sich mit Abgeordneten mehrerer Fraktionen, bis er erkannt und von der Bundestagspolizei befragt wurde. Laut der neurechten Zeitung Junge Freiheit hatte sein ehemaliger Freund Maximilian T. ihn erkannt und gemeldet. Dessen Vorgesetzter Jan Nolte (AfD-MdB) feierte dies danach auf Facebook als Erfolg seines Mitarbeiters.
Im Mai 2021, kurz vor Beginn seines Strafprozesses, gab Franco A. dem staatlichen russischen Propagandasender RT Deutsch ein ausführliches Interview, in dem er beklagte, er werde grundlos strafverfolgt. Er stellte sich als verfassungstreuer Soldat dar, dem es „absolut fern“ liege, die Bundesrepublik mit Anschlägen zu erschüttern. Im Sommer 2021 schrieb sich A. als Student für Rechtswissenschaft an der Johann Wolfgang Goethe-Universität Frankfurt am Main ein. Im Juli 2021 fragte der Frankfurter AStA die Universitätsleitung, weshalb sie das nicht bekannt gemacht habe. A.s Einschreibung löse nach den neueren Terroranschlägen Verunsicherung und Angst unter Studenten aus. Die Unileitung müsse sie auch im Fall eines Freispruchs für A. schützen.

## Gerichtsverfahren

### Maximilian T.
Am 5. Juli 2017 hob der BGH den Haftbefehl gegen Maximilian T. auf, da er seine Beteiligung an dem vermuteten Anschlagsplan für unwahrscheinlich hielt. Gegen den Vorwurf, T. sei mit Franco A. nach Wien gereist, um jene Pistole zu besorgen, verwiesen seine Anwälte darauf, dass er schon durch die Sicherheitsschleuse des Wiener Flughafens gegangen sei, bevor Franco A. die Waffe versteckt habe. Die bei ihm gefundene Namensliste enthalte keine Hinweise, dass er Anschläge auf die genannten Personen verüben wollte. Die Aufhebung des Haftbefehls für T. gefährdete auch die Anklage gegen Franco A. und verstärkte die Zweifel, ob die drei Inhaftierten tatsächlich einen gemeinsamen Anschlag planten oder ob Franco A. sich aus anderen Gründen als Asylbewerber ausgab, Waffen und Munition besorgte. Dass Maximilian T. beim Asylbetrug von Franco A. geholfen haben könne, sah der BGH nicht entkräftet. So soll er seinen Freund gegenüber den Bundeswehrvorgesetzten entschuldigt haben, wenn dieser vom Dienst fernblieb, um in Bayern seine staatlichen Leistungen als Asylbewerber abzuholen. Am 18. Januar 2016 etwa soll Maximilian T. die Abwesenheit von Franco A. mit einer „Autopanne“ begründet haben. Im Oktober 2018 stellte die Bundesanwaltschaft das Ermittlungsverfahren gegen Maximilian T. ein, ohne Anklage zu erheben.

### Mathias F.
Nachdem Mathias F. umfangreich ausgesagt hatte, setzte die Bundesanwaltschaft seine Untersuchungshaft im September 2017 aus, da sie bei ihm keine Flucht- oder Verdunkelungsgefahr mehr sah. Ihm drohte weiterhin mindestens eine Anklage wegen des Verstoßes gegen das Kriegswaffenkontrollgesetz und das Waffengesetz. Die Vermutung einer „rechten Terrorzelle“ in der Bundeswehr ließ sich bis dahin jedoch nicht genug erhärten. Die Besondere Aufbauorganisation (BAO) „Alias“ hatte tausende Chatnachrichten, Fotos, Handyvideos und Dokumente der drei Verdächtigen und weiterer Chatbeteiligter ausgewertet. Konkrete Anschlagspläne fanden sie laut Medienberichten nicht, jedoch das Schweizer Handbuch für Guerillataktiken, die islamistische Bombenbauanleitung und jene Notizen mit Hinweisen auf mögliche Anschlagsszenarien und potenzielle Zielpersonen. Der Generalbundesanwalt setzte das Verfahren fort.
Im September 2019 vor dem Landgericht Gießen räumte Mathias F. einige Anklagevorwürfe ein. Er kenne Franco A. aus Teenagerzeiten aus dem Ruderverein und sei mit ihm zur Bundeswehr gegangen. Er habe sich jedoch ausmustern lassen und Franco A. danach gelegentlich in Frankreich in der Kaserne besucht. 2016 habe ihm Franco A. von seiner Scheinidentität als syrischer Asylsuchender erzählt und angegeben, er wolle „Sicherheitslücken im System“ aufdecken. Dies habe er akzeptiert. Nach Franco A.s kurzzeitiger Festnahme in Wien habe er auf dessen Wunsch sein Buchexemplar von Hitlers Mein Kampf für ihn aufbewahrt. Am 13. April 2017 habe Franco A. ihn gebeten, zwei Munitionskisten, einen Eimer mit Patronengürteln und Sprengsatzteile aus dem Keller seines Elternhauses für ihn aufzubewahren, bis er weniger Probleme habe. Er habe aus Mitleid eingewilligt und die Munition in seinem Studentenzimmer verstaut. Er habe A. als Sammler von Militärgegenständen wahrgenommen und nicht nachgefragt, woher die Munition stammte.
Am 13. September 2019 ließ Franco A. als geladener Zeuge mitteilen, er beanspruche sein Auskunftsverweigerungsrecht und werde nicht erscheinen. Tatsächlich setzte er sich jedoch getarnt unter die Zuhörer. Als der Verteidiger von Mathias F. auf seine Anwesenheit hinwies, rief er, er habe geglaubt, als eingeladener Zeuge dürfe man zuhören, und floh mit dem Ruf „Ich verzichte“ aus dem Saal.
Im Prozess wurde nachgewiesen, dass die von F. versteckte Munition aus Bundeswehrbeständen stammte und bei Übungen entwendet worden war, an denen Franco A. und zwei weitere Offiziere teilgenommen hatten. Da auf den Kisten „Bundeswehr“ stand, glaubte das Gericht nicht, dass F. die Herkunft nicht bekannt war. Zudem wusste er, dass Franco A. in Wien eine Waffe versteckt hatte und dass er ein weiteres Gewehr und eine Pistole besaß. Wie die Munition entwendet und unbeobachtet aus der Kaserne zu Franco A. und dann zu Mathias F. gebracht worden war, ließ sich nicht aufklären. Nachgewiesen wurde, dass F. sich in Chats mit A. rassistisch und antisemitisch geäußert und dieser ihn wegen möglicher Überwachung zur Vorsicht ermahnt hatte. Ferner hatte er mit ihm über ein „Carbonrad“ gesprochen, das er gern ausprobieren würde. Gemeint war eine Bogenwaffe. Dies, so äußerte F. in einem anderen Chat, bleibe solange verborgen, bis der Krieg ausbreche. Dass beide über Anschlagspläne sprachen, ließ sich jedoch nicht nachweisen. Das Gericht sah keinen Zusammenhang zwischen dem Munitionsdiebstahl, den Chataussagen und Terrorplänen. Jedoch erklärte der Richter: „Wer solche menschenverachtenden, rassistischen Sachen kundtut, gerade in dem Wissen, dass es gar kein anderer mitkriegt, tut vielleicht auch das kund, was er wirklich denkt.“ Am 16. September 2019 verurteilte das Landgericht F. zu einer Haftstrafe von einem Jahr auf Bewährung und zu einer Geldstrafe von 2500 Euro für eine Flüchtlingshelferorganisation. Das Urteil wurde rechtskräftig, so dass F. als möglicher Zeuge im Verfahren gegen Franco A. kein Auskunftsverweigerungsrecht hatte.

### Franco A.
Am 29. November 2017 hob der BGH den Haftbefehl gegen Franco A. zunächst auf, weil ein dringender Tatverdacht für ein Attentat auf eine Person des öffentlichen Lebens nicht wahrscheinlich genug sei. Am 12. Dezember 2017 erhob die Bundesanwaltschaft gegen A. Anklage. Das Oberlandesgericht Frankfurt (OLG) lehnte die Eröffnung eines Hauptverfahrens wegen ungenügender Indizien jedoch ab: Es sei zwar überwiegend wahrscheinlich, dass A. sich zwei Pistolen, zwei Gewehre und 51 Sprengkörper beschafft und aufbewahrt hatte, nicht aber, dass er dabei schon fest zum Begehen einer schweren staatsgefährdenden Straftat entschlossen war. Der Beschluss wurde als „seltsame Nachsicht der Justiz“ gegenüber terrorverdächtigen Bundeswehrsoldaten kritisiert. Nach sofortiger Beschwerde der Bundesanwaltschaft entschied der BGH am 19. November 2019, dass das OLG die Anklage annehmen musste. Ausschlaggebend dafür waren weitere Belege für Franco A.s „nationalistische / völkische, antisemitische und letztlich rechtsextremistische Einstellung“ und mögliche Anschlagsvorbereitung.
Die Anklage des Generalbundesanwalts umfasste
- Verstöße gegen das Waffengesetz, das Kriegswaffenkontrollgesetz und das Sprengstoffgesetz,
- Betrug, indem A. sich als syrischer Bürgerkriegsflüchtling „David Benjamin“ fast 10.000 Euro nach dem Asylbewerberleistungsgesetz und dem Sozialgesetzbuch erschlichen hatte,
- Vorbereitung einer schweren staatsgefährdenden Gewalttat: A. habe einen Mord an einer prominenten Person geplant, eventuell Claudia Roth, Heiko Maas oder Anetta Kahane, und diesen mit seiner gefälschten syrischen Identität Asylbewerbern in die Schuhe schieben wollen. Dazu habe er mit erheblichem organisatorischen Aufwand ein Doppelleben als auszubildender Offiziersanwärter und syrischer Kriegsflüchtling geführt.[79] Für den Mordplan sprächen A.s Notizen zu den Zielpersonen, die Lageskizze der Amadeu Antonio Stiftung, die Handyfotografien von den in der Tiefgarage der Stiftung geparkten Autos, die funktionstüchtige und geladene Pistole, die sich A. in Wien besorgt habe, um sie nach Deutschland zu schmuggeln.[73] Das Flussdiagramm („Offenbach -> Schrotflinte/Zug Berlin -> Motorrad Berlin -> Motorrad Straßburg -> Auto Bayreuth -> Erding“) deuteten die Ermittler als grobe Ablaufskizze für einen Anschlag: A. habe mit dem Motorrad nach Berlin fahren, sich seine Waffe mit der Bahn dorthin transportieren lassen, dann zurück in seine gemeldete Wohnung nach Straßburg, später weiter nach Erding in die auf Benjamin David gemeldete Unterkunft fahren wollen. Auf demselben Blatt standen biografische Stichpunkte zu Heiko Maas und Anetta Kahane und die handgezeichnete Straßenkarte von der Umgebung der Stiftungsbüros. Der Prozess sollte unter anderem klären,
- warum A. laut dem vermuteten Ablaufplan nach Erding fahren wollte, wo die Polizei nach ihm suchen würde,
- warum die für ein Attentat geeignete geladene Wiener Pistole in den Notizen fehlte,
- wofür er diese Pistole brauchte und warum er sie am stark überwachten Flughafen Wien deponiert hatte,
- wozu er Anleitungen zum Bombenbau heruntergeladen hatte,
- welche Rolle seine Kontakte zum Hannibal-Netzwerk von André S. spielten,
- wie weit fortgeschritten und konkret seine Pläne waren.[80]

In der ersten Befragung gestand A. sein Täuschungsmanöver als syrischer Flüchtling und den Besitz von 1.091 Schuss Munition und 51 Sprengsätzen, die er „Knallkörper“ nannte. Seine rassistische Masterarbeit versuchte er als missverstandene „Wahrheitssuche“ darzustellen. Am 10. Juni 2021 gestand A. überraschend auch den zeitweisen illegalen Besitz von drei bei der Bundeswehr vermissten Waffen: eines G3-Sturmgewehrs, eines halbautomatischen Gewehrs der Marke Landmann-Preetz und einer Browning-Pistole. Deren Herkunft und Verbleib erklärte er jedoch nicht, sondern sagte nur, er habe sich ihrer „entledigt“. Einen Anschlagsplan bestritt er weiterhin. Rückfragen, inwiefern einem ausgebildeten Soldaten die gefundenen 1000 Schuss Munition zur angeblichen Verteidigung in einem Weltkrieg gereicht hätten, konnte er nicht beantworten. Mehrmals nannte er seine eigenen Aussagen „abwegig“ und „nicht nachvollziehbar“.
Bis Juli 2021 befragten die Richter A. zu den bei ihm gefundenen Notizen, etwa, warum er neben den Namen von Politikern, Aktivisten und linksgerichteten Personen Worte wie „Schrotflinte“ und „Schloss ohne Schlüssel aufmachen“ sowie eine Skizze der U-Bahn-Station beim Berliner Büro der Amadeu Antonio Stiftung notiert hatte: „Da könnte man auch denken, Sie bereiten sich auf einen Einsatz vor.“ Zur Notiz über Claudia Roth fragte der Vorsitzende Richter: „Dass sie eine Hassfigur von Rechten ist, wussten Sie?“ Zu weiteren Notizen auf demselben Blatt wie „Blackphone“, „Handgranaten“, „Zentralrat Juden/Muslime“, „Molotowcocktails herstellen“, „Sprengung Rothschildstein“, „Barclays“, „Zersetzung Antifa“, „Feuerzeug Explosion ausprobieren“, „Osmanen Germania“ sowie „Rucksack ordnen“, „Italienisch lernen“, „E-Mail-Adressen zusammentragen“ fragte der Richter, ob das eine To-do-Liste sei. A. erklärte, es sei eine bloße Rechercheliste. Er machte keine Angaben zu Mitwissern, obwohl bei Maximilian T. eine ähnliche Namensliste gefunden worden war. Er erklärte den notierten Satz „Wir sind noch nicht an einem Punkt, wo wir so handeln können wie wir letztendlich wollen“ nicht und verwehrte dem Gericht zunächst, eine seiner Sprachaufnahmen dazu vorzuspielen. Einzelnotizen erklärte er durchweg als harmlos: „Berlin, Schrotflinte“ habe ihn erinnern sollen, ein altes Gewehr auf einem Berliner Flohmarkt zu suchen. Zu „Handgranaten“ habe er sich aus Neugier deren Funktionsweise anschauen, zu „Molotowcocktails“ deren Herstellung recherchieren wollen. „Schlösser knacken“ habe ihn interessiert, falls er seinen Schlüssel verlöre. „Zentralrat der Juden“ und „Muslime“ stehe da, weil er wissen wollte, welche Zentralräte es gibt. Er bestritt, dass er „Hassfiguren der Rechten“ notiert habe, erklärte aber nicht seine Namensauswahl. Dass die Namen auf dem Kalenderblatt zum 11. September 2016 standen, bedeute nicht, dass er „ein deutsches 9/11“ geplant habe. Er sei für Liebe und Frieden und betrachte Muslime und Christen, Linke und Rechte nicht als Feinde. Ursula Haverbeck sei wegen einer „abweichenden Meinung“ zum Holocaust inhaftiert worden. Als der Richter nachfragte, ob dieser nicht eine historische Tatsache und keine Meinung sei, sagte A.: Auch Tatsachen könne man doch anders sehen. Zur Frage, wer Haverbeck aus der Haft befreien solle, sagte er, er wisse nicht mehr, an was er bei der Notiz „Befreiungsaktion“ gedacht habe und habe auch gar nicht die Mittel dafür. Dass er in seiner Masterarbeit vor einer „Durchmischung der Rassen“ warnte, erklärte A. aus wissenschaftlicher Neugier: Er habe „unvorbelastet Dinge ergründen“ wollen. Dass er den Pkw von Anetta Kahane im Parkhaus unter dem Stiftungsbüro fotografiert hatte, erklärte er damit, dass er sie persönlich habe kennenlernen und dazu ihren Pkw wiedererkennen wollen. Mit seiner Scheinidentität als syrischer Flüchtling, die er mehr als ein Jahr lang mit erheblichem Reise- und Kostenaufwand aufrechterhielt, habe er die Mängel des deutschen Asylsystems aufzudecken versucht.
Die Ankläger zitierten aus einer der 129 Sprachaufnahmen auf seinem Handy vom März 2015: Juden und Deutsche seien nicht das gleiche Volk. Der Westen versuche, anderen Staaten „dieses dreckige demokratische System“ überzustülpen. Hitler sei kein Maßstab, „er steht über allen Dingen“. Die Richter zeigten offen, dass ihnen A.s Erklärungsversuche nicht plausibel erschienen, und warfen ihm vor, dass er zu Nebensächlichem viel sage, aber sich bei wichtigen Dingen nicht erinnere. – Weil A. seinen Betrug eingeräumt und die erschlichenen Beträge zurückgezahlt hatte, wollte das Gericht diesen Anklagepunkt vor der Sommerpause fallenlassen. Auch den Besitz der gefundenen Pistole, Munition und Sprengkörper gestand A., beantwortete aber keine Fragen dazu. Mit in seinem Keller gehorteten Zigaretten und Kraftstoffen habe er sich wie andere Prepper bei der Bundeswehr auf die „Gefahr eines dritten Weltkriegs“ vorbereitet, um seine Familie im Ernstfall schützen zu können und krisenfeste Tauschware zu haben. Die Richter kündigten an, jedes Detail seiner Angaben gründlich zu prüfen. Daher wurde mit einer langen Prozessdauer gerechnet. Am 12. August 2021 wurde das Gutachten zu A.s Masterarbeit verlesen, die das Gericht schon als „radikalnationalistischen, rassistischen Appell“ eingestuft hatte.
Die kriminaltechnische Untersuchung der angeblich in Wien gefundenen Waffe 2017 hatte ein Gebüsch als angeblichen Fundort und A.s Absicht, die Pistole abzugeben, unwahrscheinlich gemacht. Am 6. September 2021 widerlegte eine Expertin für forensische Molekularbiologie A.s Version vom Pistolenfund: Sie fand auf und in der Pistole nur A.s stark ausgeprägte DNA-Profile, auch an sonst wenig angefassten Stellen, aber keine Erd- und Urinspuren. Die DNA-Spuren seien durch „regelmäßiges Hantieren entstanden“; A. habe die Waffe öfter in der Hand gehabt und das Magazin herausgenommen.
Am 28. Oktober 2021 entschied das Gericht, Sprachmemos von Franco A.s Handy öffentlich vorzuspielen, da diese kein persönliches Tagebuch seien, sondern ein „politisches Manifest“ mit „hoher Beweisbedeutung“. Darin legte A. seine Weltsicht für ein imaginäres Publikum dar und sagte unter anderem: „Gewalt ist eine Option, Gewalt muss eine Option sein. Scheuen wir uns nicht zu töten. Warten Sie nicht länger, warten wir nicht länger!“ Wer dazu nicht bereit sei, der könne den Kampf (gegen den politischen Feind und die von A. abgelehnte Demokratie) gleich aufgeben. In einem angeblichen „Rassenkrieg, der gegen das deutsche Volk geführt wird“, werde die alteingesessene Bevölkerungsmehrheit zugunsten von Zugewanderten gezielt „untergebuttert“. Tausende US-amerikanische Geheimdienstagenten betrieben eine „Zersetzung“, auch der AfD, „um zu verhindern, dass sich Deutschland selbstbestimmt Russland anschließt“. Es sei lebensgefährlich, sich dagegen zu wehren: „Jeder, der etwas ändern will, wird umgebracht.“ Dazu stellte er John F. Kennedy, Alfred Herrhausen und Jörg Haider als angebliche Mordopfer derselben Täter in eine Reihe. Darum sei es an der Zeit, „zurück zu ermorden“. Die angeblichen Drahtzieher der angeblichen Mordserie und Pläne gegen das deutsche Volk nannte er meist unbestimmt „diese Schweine“, „das Establishment“, die „Mächtigen“ oder den „darüberstehenden Feind, der für all das verantwortlich ist“. In anderen Sprachmemos drückte A. seinen Antisemitismus offen aus, etwa mit der Klage, US-Präsident Donald Trump habe sich „als Zionist geoutet“ und scheide damit als Hoffnungsträger für Rechte aus. In einem weiteren Sprachmemo spielte A. einen Juden, der mit geifernder Wochenschaustimme wegen der Shoah die dauerhafte Demütigung und Unterwerfung der Deutschen fordert, und hielt diesem fiktiven Gegner dann aufrechnend alliierte Bombenangriffe auf deutsche Städte vor. Zudem bezweifelte er den Holocaust und behauptete: „Jeder wird Nazi, Rassist oder Antisemit genannt, sobald er etwas sagt, das dir nicht in den Kram passt.“
Am 11. Februar 2022 fand die Polizei bei einer Personenkontrolle A.s mögliche Beweismittel. Daraufhin erließ das Oberlandesgericht wegen Verdunkelungs- und Fluchtgefahr Haftbefehl gegen ihn. Am 14. Februar 2022 kam er erneut in Untersuchungshaft. Bei der Festnahme fand man bei ihm 23 Abzeichen mit Hakenkreuzen, sieben Hieb- und Stichwaffen, auch Macheten, 21 Mobiltelefone, mehr als 50 ungenutzte Prepaidkarten und einen gefälschten Impfausweis. Ein Pflichtverteidiger Franco A.s beantragte daraufhin, von seinem Amt entbunden zu werden, weil er es nicht erfüllen könne und nur sehr begrenzt Einfluss auf A. habe.
Am 2. Mai 2022 sagte A.s Verlobte aus, sie habe ihn als politisch rechts eingestuft und von seinen Prepperaktivitäten gewusst. In ihren Gesprächen habe er sich um einen Krieg mit Russland und „Migration als Waffe“ für eine Destabilisierung Europas gesorgt, vor allem durch US-amerikanische Außenpolitik. Er habe sich „einseitig“ mit jüdischen Autoren befasst, aber individuell nie abfällig über Juden und kaum zum Nationalsozialismus geäußert. Von A.s Identität als syrischer Flüchtling habe sie erst durch die Medien erfahren und auch nichts von seinen Schießtrainings und Waffen im Keller gewusst. Seinen Pistolenfund in Wien habe sie ihm nicht geglaubt. Die Antwort auf die Frage, was er ihr davon erzählte, verweigerte sie. Einen Anschlagsplan A.s nannte sie „absolut absurd“: Er habe Menschen wie Anetta Kahane nur zum Gespräch aufgesucht. Das Gericht lehnte A.s Haftprüfungsantrag im Mai 2022 ab und ließ den Haftbefehl bestehen. Bis dahin konnte es zwar A.s rechtsextremes Weltbild, aber keine konkrete Verbindung zwischen seiner Scheinidentität als Flüchtling und den mutmaßlichen Terrorplänen nachweisen.
Am 15. Juli 2022 verurteilte das OLG Franco A. wegen der Planung einer schweren staatsgefährdenden Gewalttat, unerlaubtem Besitz von Waffen und Kriegswaffen, Munition und Explosionsmitteln sowie Betrugs zu fünfeinhalb Jahren Haft. Damit wurde erstmals in der bundesdeutschen Geschichte ein Bundeswehroffizier wegen eines geplanten Terroranschlags verurteilt. Das Gericht war laut Richter Christoph Koller sicher, dass A. eine solche Tat geplant hatte und sich nur über das Wie und Wann noch unklar gewesen sei. Er habe seit 2015 zunehmend konkreter über einen Anschlag auf Politiker oder Personen des öffentlichen Lebens nachgedacht, um aus seiner Sicht zum Erhalt der „deutschen Nation“ und „weißen Rasse“ beizutragen, die er durch den Flüchtlingszustrom bedroht gesehen habe. 2016 habe er aus seiner völkisch-nationalistischen Gesinnung heraus einen Terroranschlag fest beschlossen, um einen politischen Richtungswechsel herbeizuführen. Als Anschlagsopfer habe er Claudia Roth, Heiko Maas und Anetta Kahane erwogen, die er für die befürchtete „Umvolkung“ verantwortlich gemacht habe. Als Hauptindizien des Plans nannte das Gericht A.s Eindringen in die Tiefgarage der Amadeu-Antonio-Stiftung in Berlin, seine Schießübungen vier Tage später, den Kauf eines Zielfernrohrs, seine Notiz „Wir befinden uns an einem Punkt, an dem wir noch nicht handeln können, wie wir letztlich wollen“ und seine To-do-Liste für GPS-Tracker, Molotowcocktails, Sprengung des Erinnerungssteins an die Familie Rothschild in Frankfurt und eine Handgranate. Nach seiner Festnahme im Februar 2017 in Wien habe er den Plan nur ruhen lassen, aber nicht aufgegeben. Das Gericht sah bei A. eine „verfestigte, rechtsextremistische, völkisch-nationalistische und rassistische Gesinnung“ und Judenhass, den schon seine Masterarbeit deutlich gezeigt habe. Es hielt A.s illegalen Besitz von vier Schusswaffen und Diebstahl von mehr als 1000 Schuss Munition und 50 Sprengkörpern aus Bundeswehrbeständen für erwiesen, ebenso seinen Betrug um fast 7000 Euro an Sozialleistungen durch seine Scheinexistenz als syrischer Flüchtling. Infolge des Urteils wurde A. aus dem Bundeswehrdienst entlassen.
In der mündlichen Urteilsbegründung erwähnte das Gericht auch A.s Mitgliedschaft im Hannibalnetz. Ungeklärt blieb, wie genau er an die Bundeswehrmunition gelangt war und wo seine Waffen sich befinden. Der Lagebericht des BMI vom Frühjahr 2022 behandelte das Hannibalnetz als Beispiel für das „besondere Bedrohungspotential“, das von ausgebildeten Spezialkräften mit Insiderwissen in Bundeswehr und Polizei ausgeht.
Am 8. August 2023 verwarf der BGH A.s Revision als offensichtlich unbegründet. Damit erlangte das OLG-Urteil endgültig Rechtskraft.